# Brachymyrmex
Brachymyrmex is een geslacht van vliesvleugelige insecten van de familie Mieren (Formicidae).

## Soorten
- B. admotus Mayr, 1887
- B. antennatus Santschi, 1929
- B. aphidicola Forel, 1909
- B. australis Forel, 1901
- B. brevicornis Emery, 1906
- B. brevicornoeides Forel, 1914
- B. bruchi Forel, 1912
- B. cavernicola Wheeler, W.M., 1938
- B. coactus Mayr, 1887
- B. constrictus Santschi, 1923
- B. cordemoyi Forel, 1895
- B. degener Emery, 1906
- B. depilis Emery, 1893
- B. donisthorpei Santschi, 1939
- B. fiebrigi Forel, 1908
- B. flavidulus (Roger, 1863)
- B. gagates Wheeler, W.M., 1934
- B. gaucho Santschi, 1917
- B. giardi Emery, 1895
- B. goeldii Forel, 1912
- B. heeri Forel, 1874
- B. incisus Forel, 1912
- B. laevis Emery, 1895
- B. longicornis Forel, 1907
- B. luederwaldti Santschi, 1923
- B. melensis Zolessi, Abenante & Gonzalez, 1978
- B. micromegas Emery, 1923

- B. minutus Forel, 1893
- B. modestus Santschi, 1923
- B. musculus Forel, 1899
- B. myops Emery, 1906
- B. nebulosus LaPolla & Longino, 2006
- B. obscurior

Mexicaanse negenspriet Forel, 1893
- B. oculatus Santschi, 1919
- B. patagonicus

Patagonische negenspriet Mayr, 1868
- B. physogaster Kusnezov, 1960
- B. pictus Mayr, 1887
- B. pilipes Mayr, 1887
- B. santschii Menozzi, 1927
- B. termitophilus Forel, 1895
- B. tristis Mayr, 1870